# Lycophidion semiannule
Lycophidion semiannule är en ormart som beskrevs av Peters 1854. Lycophidion semiannule ingår i släktet Lycophidion och familjen snokar. Inga underarter finns listade i Catalogue of Life.
Denna orm förekommer endemisk på en ö öster om provinsen Inhambane i Moçambique. Den vistas där i låglandet. Individer hittades i buskskogar. Honor lägger antagligen ägg.
Inget är känt om populationens storlek och möjliga hot. IUCN listar arten med kunskapsbrist (DD).